# Magenta (walijski zespół muzyczny)
Magenta – walijski zespół muzyczny, grający rocka progresywnego, założony w 2001 przez byłego członka zespołu Cyan, Roba Reeda.
Reed uważa za wpływowych takich muzyków i zespoły jak Genesis, Mike Oldfield, Yes, Eurythmics i Björk.

## Skład zespołu
- Christina Booth - śpiew
- Matthew Cohen  - gitara basowa (2001-2005)
- Chris Fry - gitara prowadząca
- Daniel Fry - gitara basowa (2005 -)
- Allan Mason-Jones - perkusja
- Rob Reed - instrumenty klawiszowe
- Martin Rosser - gitara elektryczna

## Dyskografia

### Albumy
- Revolutions - 1 marca 2001
- Seven - 1 marca 2004
- Another Time, Another Place...Live - 1 listopada 2004
- Home - 1 czerwca 2006
- New York Suite - 1 czerwca 2006
- The Singles - 21 maja 2007
- Metamorphosis - 21 kwietnia 2008
- The Twenty Seven Club - 2 września 2013

### Minialbumy
- Broken - 1 czerwca 2004
- I'm Alive - 1 listopada 2004

### DVD
- The Gathering - 24 października 2005
- The Metamorphosis Collection - 21 kwietnia 2008